# Awadelphis
Awadelphis hirayamai  — вимерлий рід дельфіновидих ссавців надродини Inioidea, виявлений у формації Сенхата в Японії, датований приблизно 6 мільйонами років тому. Назва роду походить від Awa, стародавньої назви префектури Тіба, де був зібраний голотипний зразок, і давньогрецького delphis, що означає «дельфін»; назва виду вшановує першовідкривача голотипу Рена Хіраями. Можливо, він мешкав у приполярному середовищі. Авадельфіс та інші 	Inioidea пізнього міоцену могли бути в достатку через занепад конкуруючих стародавніх дельфінів і морських свиней.